# Футбольный клуб
Футбо́льный клуб — спортивная организация (спортивный клуб, спортивное общество), участвующая в соревнованиях по футболу.
Кроме собственно спортсменов-футболистов (футбольная команда), в состав клуба входят тренер и его помощники, менеджеры клуба, врачи и прочий обслуживающий персонал. Непосредственно основная команда состоит из двадцати или более игроков.
Одному клубу может принадлежать несколько команд, выступающих в разных дивизионах, юношеская команда, спортивные школы, стадион и тренировочная база.

## В Германии
Футбольные клубы Германии регистрировались в начале двадцатого века в качестве кружков по интересам. Более 8 % жителей Германии являются членами футбольных клубов. Позднее параллельно с футбольным клубом стали создаваться коммерческие компании, связанные с клубом. В современности футболисты и тренеры подписывают контракты с такими коммерческими компаниями.

## В России
В России деятельность любых спортивных клубов регулируется федеральным законом «О физической культуре и спорте в Российской Федерации». Спортивные клубы могут создаваться юридическими и физическими лицами. При этом клубам могут оказывать содействие органы исполнительной власти любого уровня посредством: строительства, реконструкции, ремонта спортивных сооружений и иных объектов спорта:
1) передачи в безвозмездное пользование или долгосрочную аренду на льготных условиях помещений, зданий, сооружений, являющихся собственностью Российской Федерации или субъектов Российской Федерации либо муниципальной собственностью;
2) обеспечения спортивным инвентарём и оборудованием;
3) оказания иной поддержки в порядке и в случаях, которые установлены нормативными правовыми актами федеральных органов исполнительной власти, нормативными правовыми актами органов государственной власти субъектов Российской Федерации или муниципальными правовыми актами.
Спортивные клубы осуществляют свою деятельность за счёт собственных средств и иных не запрещённых законодательством источников. В России средства на содержание футбольных клубов, как правило, идут из двух источников — бюджета региона и денег частных фирм (прежде всего фирмы-владельца). Особо состоятельные клубы могут позволить себе строительство стадионов.
В России, как и в Европе, действует введённая Союзом европейских футбольных ассоциаций (УЕФА) в сезоне 2004/05 система лицензирования футбольных клубов на право участия в клубных соревнований проводимых УЕФА и Российским футбольным союзом (РФС) (Система футбольных лиг России). Лицензирование осуществляет Российский футбольный союз.